# William B. Eerdmans Publishing Company
William B. Eerdmans Publishing Company è una casa editrice statunitense indipendente fondata nel 1911 da William B. Eerdmans (1882–1966) a Grand Rapids, nel Michigan.

## Storia
La casa editrice fu creata da William Bernard Eerdmans (nato "Wiltje Eerdmans"; 4 novembre 1882, Bolsward  - aprile 1966, Grand Rapids, Michigan) nel 1911, imprenditore ed editore americano di origini olandesi, figlio di Dirkje Pars e del produttore tessile Bernardus Dirk Eerdmans, che nel 1902 si stabilì a Grand Rapids, nel Michigan, una meta dell'immigrazione olandese e un centro della missione calvinista del XIX secolo.
Nel 1911, Eerdmans formò la concessionaria di libri Eerdmans-Sevensma (dal nome del suo partner-socio Brant Sevensma), specializzata nella pubblicazione di libri di testo teologici. Nel 1915, abbandonò l'impresa che cambiò nome in William B. Eerdmans Publishing Company, il cui unico proprietario rimase Eerdmans.
Eerdmans diede alle stampe le opere dei seguenti autori: CS Lewis , Karl Barth, Richard J. Neuhaus, Nicholas Wolterstorff, Richard Mouw, Martin Marty, Rowan Williams, Joan Chittister, Dorothy Day, Mark Noll, fra gli altri.
Dopo la sua morte nel 1966, gli succedette il figlio William B. Eerdmans Jr.
Nel '95 fu lanciato in commercio il marchio Eerdmans Books for Young Readers, afferente alla Wm. B. Eerdmans Publishing Company,  dedicato alla narrativa e saggistica per i lettori più giovani, dai neonati ai giovani adulti.
Al 2019, l'azienda ha sede a Gran Rapids ed è gestita dal figlio di Edward, William Bill Eerdmans in qualità di presidente e proprietario. Eerdmans pubblica un variegato catalogo di libri cristiani e religiosi, che comprendono pubblicazioni accademiche di teologia cristiana, studi biblici, storia delle religioni e titoli popolari nell'ambito della spiritualità, della letteratura, della critica sociale e culturale.